# Les Aulneaux
Les Aulneaux ist eine französische Gemeinde mit 107 Einwohnern (Stand: 1. Januar 2022) im Département Sarthe in der Region Pays de la Loire; sie gehört zum Arrondissement Mamers und zum Kanton Mamers (bis 2015: Kanton La Fresnaye-sur-Chédouet). 

## Geographie
Les Aulneaux liegt etwa 50 Kilometer nordnordöstlich von Le Mans. Umgeben wird Les Aulneaux von den Nachbargemeinden Blèves im Norden und Nordwesten, Barville im Norden, Pervenchères im Osten, Contilly im Osten und Südosten, Louzes im Süden und Südwesten sowie Villeneuve-en-Perseigne im Westen. Sie gehört zum Regionalen Naturpark Normandie-Maine.

## Bevölkerungsentwicklung
| 1962                      | 1968 | 1975 | 1982 | 1990 | 1999 | 2006 | 2013 |
| ------------------------- | ---- | ---- | ---- | ---- | ---- | ---- | ---- |
| 157                       | 139  | 127  | 101  | 101  | 110  | 97   | 114  |
| Quelle: Cassini und INSEE |      |      |      |      |      |      |      |

## Sehenswürdigkeiten
- Kirche Saint-Pierre aus dem 12. Jahrhundert